# Can Traver (Porqueres)
Can Traver és una obra de Porqueres (Pla de l'Estany) declarada bé cultural d'interès nacional.

## Descripció
Mas de grans dimensions amb planta en forma de L, formada per dos trams rectangulars posats en angle i units per un cos intermedi de major alçada, possiblement una antiga torre de defensa. Entre els dos cossos s'estén un pati empedrat tancat per un mur de pedra on s'obre el portal d'entrada. Els dos edificis consten de planta baixa, pis i golfes.
A les façanes, hi ha un treball acurat i variat pel que fa a la decoració de portes i finestres, presentant aquestes darreres un repertori tipològic força variat. Les portes d'entrada d'ambdós cossos són arcs de mig punt força monumentals emmarcades per dovelles estilitzades i molt ben escairades. A la porta principal trobem esculpit l'escut de la família Traver.
El treball del parament del mur és força acurat: s'han disposats, en certs llocs afilerades, pedres de mitjanes dimensions desbastades i unides amb morter, i, pel contrari, totes les obertures han estat emmarcades amb pedres de grans dimensions, ben escairades i d'un material més noble.
Les cobertes d'ambdós edificis són a dues aigües i estan sostingudes per cairats de fusta.
Les finestres, alternant-se amb les finestres rectangulars i allandades, hi ha altres que mostren una gran complexitat decorativa:
- Finestres gòtiques amb arc conopial i traceries polilobulades. L'arc queda emmarcat, en la seva part superior, per un guardapols que descansa sobre dues petites mènsules amb la representació figurativa de dos lleons de caràcter eminentment decoratiu.
- Finestres cantoneres de regust clàssic. Estan conformades per dos obertures en angle separades per una petita columna amb base, capitell, àbac i fust amb èntasi. La finestra queda emmarcada en la seva part superior per un guardapols que descansa sobre dos petites petxines.Cal esmentar també la presència d'un ampit ben treballat.
Trobem també altres finestres que presenten aquest mateix esquema (guardapols i ampit) i que contenen altres tipus d'arcs: carpanell, conopial, rebaixat etc.

## Història
Sembla probable que el conjunt es realitzà en tres etapes constructives, corresponents als tres cossos de l'edifici, poc diferenciades cronològicament (finals del segle xvi i principis del segle xvii). Les notícies que posseïm sobre la família Traver es remunten al segle xiii. Un dels seus membres, Joan Traver, va defensar la Força de Girona en el setge de 1462. L'any 1481, el rei Ferran II el Catòlic li va concedir el títol nobiliari. L'escut de la família està format per tres bandes lligades amb una barra (o trava). És interessant la inscripció que l'acompanya: "Trinus et Unum Deum" de evident sentit trinitari. Cal esmentar que del llinatge dels Traver van sortir quatre canonges de la Seu de Girona. Un d'ells, Pere Traver, va ser Vicari General i està documentat entre el 1554 i el 1583.
Finestres:
Sembla que l'actual construcció data de finals del segle xvi i principis del XVII. Malgrat això es creu que devia existir una construcció anterior. Els elements gòtics que hi trobem poden datar del sXV; encara que no seria estrany que es tractessin d'exemples d'un gòtic retardari segle xvi) bastant habitual en zones rurals allunyades dels entres urbans. Les altres finestres, de tipologia més moderna, segurament daten de las 2a meitat del segle xvi, període en què es realitzen les obres més importants de la casa.